# Johann Apel
Johann Apel (Norimberga, 1486 – Norimberga, 27 aprile 1536) è stato un giurista e umanista tedesco.
Secondo lo storico del diritto Harold J. Berman, fu il primo ad applicare alla scienza giuridica il metodo topico teorizzato da Filippo Melantone per lo studio della teologia (Loci communes rerum theologicarum). Nella Methodica, in particolare, espose sistematicamente l'intero diritto civile (ius civile) adottando la moderna distinzione tra ius in re e ius ad rem, ovvero tra proprietà e obbligazioni.

## Opere
- Defensio pro suo conjugio, 1524
- Methodica dialectices ratio ad jurisprudentiam adcommodata, Wittenberg, 1527
- Isagoge per dialogum in quatuor libros Institutionum, Norimberga 1540